# Euptychia areolatus
Euptychia areolatus är en fjärilsart som beskrevs av Smith och John Abbot 1797. Euptychia areolatus ingår i släktet Euptychia och familjen praktfjärilar. Inga underarter finns listade i Catalogue of Life.